# Ereklasse korfbal 2021-2022
De Ereklasse 2021-2022 is de hoogste competitie voor het Nederlandse veldkorfbal. Deze competitie wordt gespeeld via 2 poules, genaamd Ereklasse A en Ereklasse B. In elke poule zitten 6 teams. Elk team speelt 10 wedstrijden in het totale seizoen. Uit beide poules degradeert de onderste club direct. De bovenste 2 teams uit elke poule gaan door naar de kruisfinales. In die kruisfinales speelt de nummer 1 van Ereklasse A tegen de nummer 2 van Ereklasse B en de nummer 1 uit Ereklasse B speelt tegen de nummer 2 van de Ereklasse A. Deze kruisfinales zijn 1 wedstrijd en de beide winnaar spelen de landelijke veldfinale.

## Teams
| Club                    | Ereklasse Poule | Plaats                 | Coach                              |
| ----------------------- | --------------- | ---------------------- | ---------------------------------- |
| AKC Blauw-Wit           | A               | Amsterdam              | Mark van der Laan & Erik van Brenk |
| AW.DTV                  | B               | Amsterdam              | Erwin Dik                          |
| TOP (A)                 | B               | Arnemuiden             | Leon van Belzen & Edwin Coppoolse  |
| DeetosSnel              | B               | Dordrecht              | Wouter Blok                        |
| DOS'46                  | B               | Nijeveen               | Edwin Bouman                       |
| DVO/Accountor           | B               | Bennekom               | Richard van Vloten                 |
| Fortuna/Delta Logistiek | A               | Delft                  | Ard Korporaal & Damien Folkerts    |
| KZ/Thermo4U             | B               | Koog aan de Zaan       | Tim Bakker                         |
| LDODK/Rinsma Modeplein  | A               | Gorredijk              | Dico Dik                           |
| PKC/Vertom              | B               | Papendrecht            | Wim Scholtmeijer & Jennifer Tromp  |
| TOP/Litta               | B               | Sassenheim             | Timon Zuurmond & Marco Swikker     |
| KCC/CK Kozijnen         | A               | Capelle aan den IJssel | Robin Diepenhorst & Wilrik Wassink |

## Seizoen
Ereklasse A
| pos | club                    | gs | w | g | v | pnt | dv  | dt  | dt  |
| --- | ----------------------- | -- | - | - | - | --- | --- | --- | --- |
| 1.  | Fortuna/Delta Logistiek | 10 | 8 | 1 | 1 | 17  | 199 | 149 | +50 |
| 2.  | LDODK/Rinsma Modeplein  | 10 | 7 | 1 | 2 | 15  | 188 | 163 | +25 |
| 3.  | KCC/CK Kozijnen         | 10 | 4 | 2 | 4 | 10  | 166 | 174 | −8  |
| 4.  | DOS'46                  | 10 | 4 | 1 | 5 | 9   | 186 | 184 | +2  |
| 5.  | AKC Blauw-Wit           | 10 | 3 | 1 | 6 | 7   | 177 | 168 | +9  |
| 6.  | DeetosSnel              | 10 | 1 | 0 | 9 | 2   | 125 | 203 | −78 |

Ereklasse B
| pos | club          | gs | w | g | v | pnt | dv  | dt  | dt   |
| --- | ------------- | -- | - | - | - | --- | --- | --- | ---- |
| 1.  | PKC/Vertom    | 10 | 9 | 1 | 0 | 19  | 241 | 132 | +109 |
| 2.  | DVO/Accountor | 10 | 8 | 0 | 2 | 16  | 201 | 147 | +54  |
| 3.  | TOP/Litta     | 10 | 4 | 0 | 6 | 8   | 159 | 198 | −39  |
| 4.  | KZ/Thermo4U   | 10 | 2 | 2 | 6 | 6   | 168 | 169 | −1   |
| 5.  | TOP (A)       | 10 | 3 | 0 | 7 | 6   | 135 | 179 | −44  |
| 6.  | AW.DTV        | 10 | 2 | 1 | 7 | 5   | 132 | 211 | −79  |

## Play-offs en Finale
|  | Halve finale | Halve finale | Halve finale |    |    | Finale | Finale | Finale |
|  |              |              |              |    |    |        |        |        |
|  | A1           | Fortuna      | 14           |    |    |        |        |        |
|  | B2           | DVO          | 23           |    |    |        |        |        |
|  | B2           | DVO          | 23           |    |    | DVO    | 23     |        |
|  |              |              |              |    |    | DVO    | 23     |        |
|  |              |              | PKC          | 24 |    |        |        |        |
|  | B1           | PKC          | PKC          | 24 | 17 |        |        |        |
|  | B1           | PKC          |              |    | 17 |        |        |        |
|  | A2           | LDODK        | 15           |    |    |        |        |        |

| Veld Kampioen van Nederland 2022 |
| -------------------------------- |
| PKC 17e veldtitel                |

## Degradatie & Promotie
De onderste ploeg uit Ereklasse A en de onderste ploeg uit Ereklasse B degraderen direct. Uit de Hoofdklasse promoveren dan 2 teams, die dan verdeeld worden over de Ereklasse poules.
Aan het eind van seizoen 2021-2022 degraderen Deetos/Snel en AW.DTV.